# 21720 Pilishvili
A 21720 Pilishvili (ideiglenes jelöléssel 1999 RQ119) a Naprendszer kisbolygóövében található aszteroida. A LINEAR projekt keretében fedezték fel 1999. szeptember 9-én.